# Нарбуты (Ошмянский район)
Нарбуты (бел. На́рбуты) — деревня в Ошмянском районе Гродненской области Белоруссии. В составе Жупранского сельсовета.

## География
Пролегает трасса Р-63.

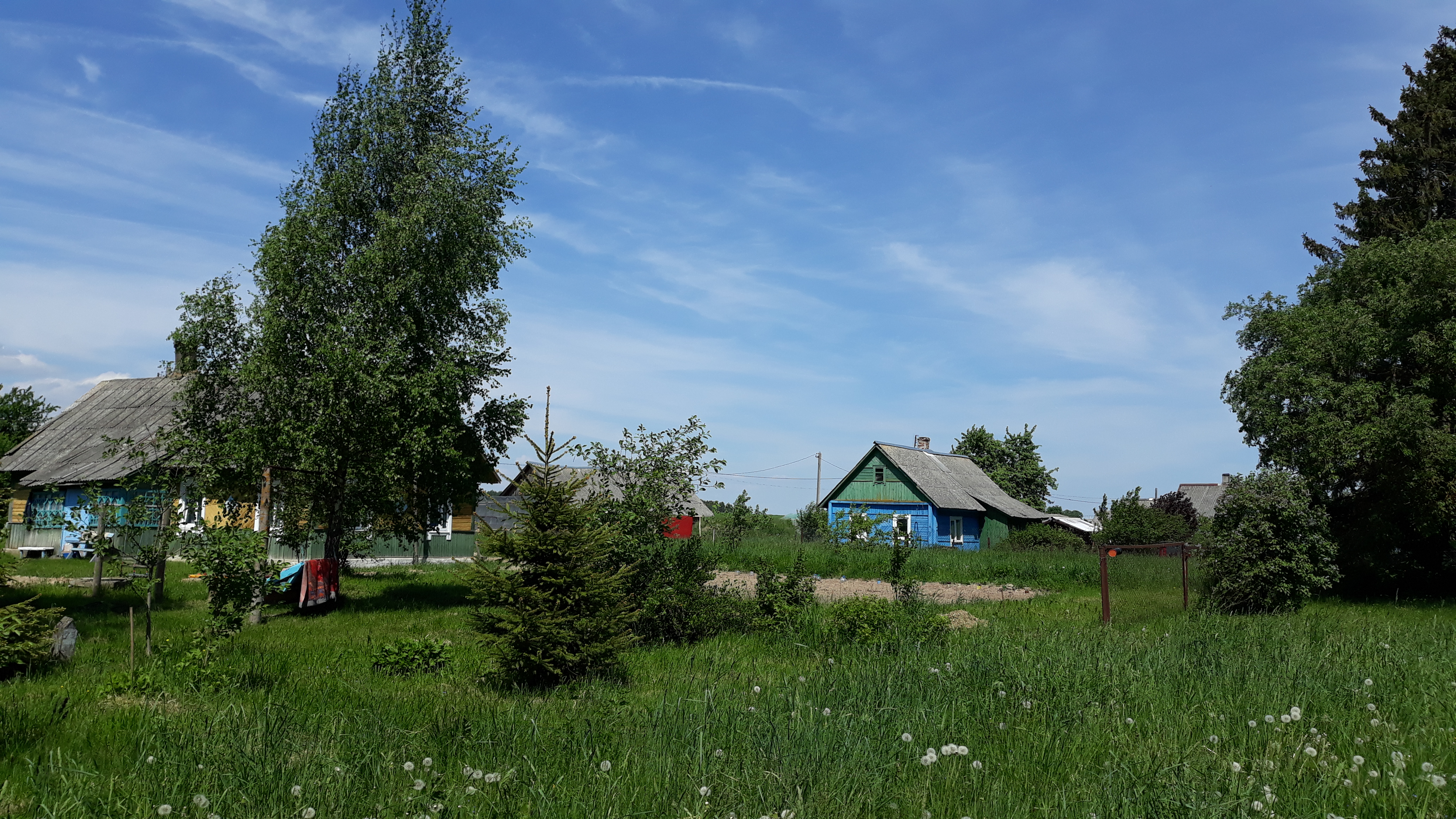

Ближайшие населённые пункты Заречье, Жупраны, Липовка и др.

### Гидрография
Река Ошмянка.

## Этимология
Имя Нарбут соответствует древнему германскому имени Norpod. В Польше отмечалось историческое бытование германского имени Nierbota.

## История
В 1905 году в Ошмянском уезде Сольской волости Виленской губернии.

## Население

### Численность
- 2009 год — 58 человек

### Динамика
- 1999 год — 59 человек (перепись населения)
- 2009 год — 58 человек (перепись населения)[4]

## Достопримечательность

### Памятник, скульптура
- Памятник Герою Советского Союза Дмитрию Горбунову